# Urbano Ortega
Urbano Ortega Cuadros, más conocido como Urbano (Beas de Segura, Cañada Catena, Jaén, España, 11 de diciembre de 1961) futbolista español retirado. Jugó de defensa y su primer equipo fue el RCD Espanyol.  Está casado y tiene dos hijos, Paula y Carlos

## Trayectoria

### Como jugador
Inició su carrera, jugando como delantero, en el equipo de su aldea natal, Cañada Catena y más tarde empezó a jugar en su localidad Beas de Segura. Luego pasó por las filas del Real Jaén, antes de debutar en Primera División, el 2 de marzo de 1980, con el RCD Espanyol. Sus buenas actuaciones en el club blanquiazul despertó el interés del F.C. Barcelona, que lo incorporó a sus filas la temporada 1982-83. En el equipo azulgrana permaneció durante una década, aunque alternó la titularidad con la suplencia. En la eclosión del Dream Team fue titular aunque  esta titularidad se fue viendo superada por las jóvenes promesas que se hacían hueco en el equipo, por lo que regresó al Espanyol el verano de 1991. Tras dos temporadas, inició un periplo por varios clubes más modestos como el Lleida en primera división, el Mérida con el que consiguió el ascenso de segunda división a primera y el Málaga CF hasta colgar las botas en 1997. En total llegó a disputar 306 partidos oficiales en primera división.

### Como entrenador
Trabajó como ojeador para el Villarreal en las temporadas 2000/2002 y para el F.C. Barcelona en el 2002/2003.
Inició su carrera de entrenador la temporada 2003/04 como segundo de Esteban Vigo en el Xerez Club Deportivo de la Segunda División de España. La siguiente temporada acompañó a Esteban en el Córdoba CF, luego en el Dinamo de Bucarest rumano y finalmente en la Unió Esportiva Lleida. También trabajó como secretario técnico del Granada CF. 
La temporada 2007/08 debutó como primer entrenador en el banquillo del CD Baza, en la Segunda División B de España.
En julio de 2009 se incorporó al área deportiva del RCD Espanyol.
En junio del 2011 finalizó el contrato con el RCD Espanyol y pasó a formar parte de la secretaría técnica del F.C. Barcelona.

## Selección nacional
Nunca llegó a debutar con la selección española absoluta pese a estar preseleccionado en una ocasión, aunque si fue internacional en nueve ocasiones con la selección sub-21, jugó once partidos con la selección juvenil y cinco con la selección amateur España. También integró el equipo olímpico español que participó en los Juegos de Moscú de 1980.

## Clubes
| Club                    | País   | Año       |
| ----------------------- | ------ | --------- |
| Club Polideportivo Beas | España | 1976-1978 |
| Real Jaén               | España | 1978-1979 |
| RCD Espanyol            | España | 1979-1982 |
| F.C. Barcelona          | España | 1982-1991 |
| RCD Espanyol            | España | 1991-1993 |
| UE Lleida               | España | 1993-1994 |
| CP Mérida               | España | 1994-1996 |
| Málaga CF               | España | 1996-1997 |

## Palmarés

### Campeonatos nacionales
| Título              | Club           | País   | Año  |
| ------------------- | -------------- | ------ | ---- |
| Copa de la liga     | F.C. Barcelona | España | 1982 |
| Copa del Rey        | F.C. Barcelona | España | 1983 |
| Supercopa de España | F.C. Barcelona | España | 1983 |
| Liga                | F.C. Barcelona | España | 1985 |
| Copa de la liga     | F.C. Barcelona | España | 1986 |
| Copa del Rey        | F.C. Barcelona | España | 1988 |
| Copa del Rey        | F.C. Barcelona | España | 1990 |
| Liga                | F.C. Barcelona | España | 1991 |

### Copas internacionales
| Título           | Club           | País   | Año  |
| ---------------- | -------------- | ------ | ---- |
| Recopa de Europa | F.C. Barcelona | España | 1989 |